# Tossal de l'Aleixó
El Tossal de l'Aleixó és una muntanya de 868,3 metres que es troba a l'antic municipi de Fígols de Tremp, ara del terme de Tremp, a la comarca de la Pallars Jussà. Està situat a prop i al nord-est de Castissent i al nord de la Pica Moixó. Pel seu vessant de llevant discorre el barranc dels Cantillons i pel nord, el barranc dels Horts.